# Władysław Kosiniak-Kamysz
Władysław Marcin Kosiniak-Kamysz (ur. 10 sierpnia 1981 w Krakowie) – polski lekarz, samorządowiec i polityk, doktor nauk medycznych. Od 2015 prezes Polskiego Stronnictwa Ludowego, poseł na Sejm VIII, IX i X kadencji (od 2015). Kandydat na urząd prezydenta RP w pierwszych i drugich wyborach w 2020. W latach 2011–2015 minister pracy i polityki społecznej, od 2023 wiceprezes Rady Ministrów i minister obrony narodowej.

## Życiorys

### Wykształcenie i działalność zawodowa
Absolwent II Liceum Ogólnokształcącego im. Króla Jana III Sobieskiego w Krakowie. W 2006 ukończył studia na Wydziale Lekarskim Collegium Medicum Uniwersytetu Jagiellońskiego. Został asystentem w Katedrze Chorób Wewnętrznych i Medycyny Wsi CM UJ. W 2010 na macierzystej uczelni uzyskał stopień doktora nauk medycznych na podstawie pracy zatytułowanej Związek zmienności genu kodującego cyklohydrolazę GTP l z funkcją śródbłonka naczyniowego u chorych z cukrzycą typu 2.
Podjął praktykę w zawodzie lekarza, powrócił do niej w 2021 w trakcie pandemii COVID-19 jako wolontariusz w Szpitalu Specjalistycznym im. Józefa Dietla w Krakowie.

### Działalność polityczna

#### Działalność do 2015
Od 2000 związany z Polskim Stronnictwem Ludowym. Był jednym ze współtwórców Forum Młodych Ludowców. W latach 2008–2012 pełnił funkcję sekretarza Naczelnego Komitetu Wykonawczego PSL. W wyborach samorządowych w 2010 kandydował do Rady Miasta Krakowa. Mandat radnego uzyskał w miejsce Jacka Majchrowskiego, wybranego na urząd prezydenta tego miasta (startował z listy jego komitetu wyborczego). Pracował w Komisji Rodziny i Polityki Społecznej, Komisji Zdrowia i Profilaktyki oraz Uzdrowiskowej, Komisji Mienia i Przedsiębiorczości. 10 listopada 2011 został oficjalnym kandydatem PSL na urząd ministra pracy i polityki społecznej w koalicyjnym drugim rządzie Donalda Tuska. 18 listopada został zaprzysiężony na urząd ministra pracy i polityki społecznej. Dzień później zrzekł się mandatu radnego Krakowa. 1 grudnia 2012 został wiceprezesem PSL. W wyborach do Parlamentu Europejskiego w 2014 był liderem listy PSL w okręgu nr 9 (województwo podkarpackie), nie uzyskując mandatu eurodeputowanego, zdobywając 12 667 głosów.
22 września 2014 ponownie objął stanowisko ministra pracy i polityki społecznej w ramach rządu Ewy Kopacz. W wyborach parlamentarnych w 2015 otworzył listę PSL do Sejmu w okręgu tarnowskim. Otrzymał 12 171 głosów, uzyskując tym samym mandat posła na Sejm VIII kadencji.
W maju 2012 został przewodniczącym Rady Głównej Krajowego Zrzeszenia LZS; funkcję tę pełnił do listopada 2021.

#### Działalność w latach 2015–2023
7 listopada 2015 Rada Naczelna PSL wybrała go na stanowisko prezesa partii. Z początkiem nowej kadencji parlamentu został także wybrany na przewodniczącego klubu parlamentarnego PSL. Był następnie wybierany na prezesa PSL przez partyjne kongresy 19 listopada 2016 i 4 grudnia 2021.
16 listopada 2015 zakończył pełnienie funkcji ministra. W kwietniu 2017 wybrany w skład zarządu PKOl (z ramienia LZS). W lutym 2018, w wyniku połączenia klubu PSL z kołem Unii Europejskich Demokratów, stanął na czele federacyjnego klubu poselskiego PSL-UED, przekształconego w lipcu 2019 w klub parlamentarny PSL – Koalicja Polska.
W wyborach w 2019 z powodzeniem ubiegał się o poselską reelekcję, otrzymując 33 784 głosy. 12 listopada 2019 ponownie stanął na czele klubu parlamentarnego tworzonego przez swoje ugrupowanie (pod nazwą Koalicja Polska – Polskie Stronnictwo Ludowe – Kukiz’15, a od listopada 2020 pod nazwą Koalicja Polska – PSL, UED, Konserwatyści).
W grudniu 2019 oficjalnie zadeklarował, że będzie ubiegał się o urząd prezydenta RP w wyborach w 2020. Oprócz PSL poparły go inne podmioty Koalicji Polskiej – m.in. Kukiz’15 oraz partie: UED i Ślonzoki Razem. Na początku marca 2020 Państwowa Komisja Wyborcza zarejestrowała jego kandydaturę, jednak zaplanowane na maj głosowanie ostatecznie się nie odbyło. W czerwcu 2020 PKW zarejestrowała jego kandydaturę na powtórzone wybory w tymże miesiącu. W pierwszej turze otrzymał 459 365 głosów (2,36%), zajmując 5. miejsce spośród 11 kandydatów. Przed drugą turą zasugerował poparcie Rafała Trzaskowskiego.

#### Działalność od 2023
Przed wyborami parlamentarnymi w 2023 współtworzył koalicję Trzecia Droga. W wyborach tych ponownie uzyskał mandat poselski, otrzymując 50 139 głosów.
12 grudnia 2023 Sejm X kadencji wybrał go na urzędy wicepremiera i ministra obrony narodowej w trzecim rządzie Donalda Tuska. Następnego dnia został przez prezydenta RP Andrzeja Dudę powołany na te stanowiska.

## Życie prywatne
Jest wnukiem Władysława (żołnierza 13 Pułku Ułanów Wileńskich i Batalionów Chłopskich), synem Andrzeja Kosiniaka-Kamysza (ministra zdrowia w rządzie Tadeusza Mazowieckiego), a także bratankiem Zenona i Kazimierza Kosiniaków-Kamyszów. Kuzynką jego dziadka była Stefania Łącka.
Od 2009 był żonaty z Agnieszką, z którą rozwiódł się w 2016. W 2019 ożenił się z Pauliną Wojas (z wykształcenia dentystką), córką wójta gminy Gdów Zbigniewa Wojasa. Mają troje dzieci: Zofię (ur. 2019), Różę (ur. 2020) i Stanisława (ur. 2024). Deklaruje się jako katolik.

## Wyniki wyborcze
| Wybory | Komitet wyborczy   | Komitet wyborczy                                                                  | Organ                              | Okręg          | Wynik           |
| ------ | ------------------ | --------------------------------------------------------------------------------- | ---------------------------------- | -------------- | --------------- |
| 2010   |                    | KWW Jacka Majchrowskiego                                                          | Rada Miasta Krakowa VI kadencji    | nr 3           | 763 (2,04%)     |
| 2014   |                    | Polskie Stronnictwo Ludowe                                                        | Parlament Europejski VIII kadencji | nr 9           | 12 667 (3,18%)  |
| 2015   | Sejm VIII kadencji | Polskie Stronnictwo Ludowe                                                        | nr 15                              | 12 171 (4,17%) |                 |
| 2019   | Sejm IX kadencji   | Polskie Stronnictwo Ludowe                                                        | nr 15                              | 33 784 (9,73%) |                 |
| 2020   |                    | KW Kandydata na Prezydenta Rzeczypospolitej Polskiej Władysława Kosiniaka-Kamysza | Prezydent RP                       | Prezydent RP   | 459 365 (2,36%) |
| 2023   |                    | Trzecia Droga                                                                     | Sejm X kadencji                    | nr 15          | 50 139 (12,42%) |

## Odznaczenia
- Odznaka okolicznościowa MON – 2023, ex officio[46]

## Wyróżnienia
- Mistrz Riposty Szkła kontaktowego (2018)[47]